# Žernovník
Žernovník är en ort i Tjeckien.   Den ligger i regionen Södra Mähren, i den östra delen av landet, 170 km öster om huvudstaden Prag. Žernovník ligger 404 meter över havet och antalet invånare är 195.
Terrängen runt Žernovník är huvudsakligen kuperad, men den allra närmaste omgivningen är platt. Runt Žernovník är det ganska tätbefolkat, med 100 invånare per kvadratkilometer. Närmaste större samhälle är Blansko, 8,7 km sydost om Žernovník. I omgivningarna runt Žernovník växer i huvudsak blandskog.